# Мишаков, Александр Семёнович
Александр Семёнович Мишаков (укр. Олександр Семенович Мішаков; 10 октября 1912, Мариуполь, Екатеринославская губерния — 17 января 1993, Киев) — советский и украинский спортсмен и тренер; Заслуженный мастер спорта СССР (1954), Заслуженный тренер СССР (1956). Судья всесоюзной категории (1947).
Доцент кафедры гимнастики Киевского института физкультуры, автор 20 научных и методических разработок.

## Биография
Родился 14 октября 1912 года в семье рабочего металлургического завода.
В 1931 году поступил в Харьковский институт физкультуры, который окончил в 1935 году и остался в нём преподавателем на кафедре гимнастики. Занялся гандболом — был вратарём сборной Украинской ССР. Был удостоен званий мастера спорта в гандболе и спортивной гимнастике.
Участник Великой Отечественной войны, воевал в партизанском отряде на Киевщине. Во время освобождения Украины был ранен и вывезен в эвакогоспиталь в Свердловск. По излечении был назначен начальником физической подготовки 60-го запасного стрелкового полка 44-й запасной стрелковой дивизии в Уральском военном округе.
После окончания войны Мишаков вернулся в Киев и начал работать преподавателем кафедры гимнастики Киевского института физкультуры. В тридцать два года он снова начал тренировки и вернулся в большой спорт. Выступал за сборную команду Киева по спортивной гимнастике. Затем стал тренером сборной СССР по гимнастике. Подготовил ряд спортсменов, среди которых выдающиеся Лариса Латынина и Борис Шахлин. Его воспитанники завоевали 18 золотых, 10 серебряных и 12 бронзовых олимпийских наград.
Был членом президиума и председателем тренерского совета Федерации гимнастики УССР, а также членом Комитета по физической культуре и спорту при Совете министров УССР.
Умер 17 января 1993 года. Был женат на Александре Георгиевне, в семье выросло двое детей — сын Валерий и дочь Лариса.

## Заслуги
- Орден Красного Знамени
- Орден Отечественной войны I степени
- Орден Трудового Красного Знамени (27.04.1957) — за успехи, достигнутые в деле развития массового физкультурного движения в стране, повышения мастерства советских спортсменов, и успешное выступление на международных соревнованиях
- Орден «Знак Почёта» (16.09.1960) — за успешные выступления в XVII летних и VIII зимних Олимпийских играх 1960 года, а также за выдающиеся спортивные достижения[5]
- Медаль «За победу над Германией в Великой Отечественной войне 1941—1945 гг.»
- Медаль «За доблестный труд»
- Награждён знаками «Отличник народного образования» и «Отличник физической культуры».
- В Киеве по адресам: бульвар Тараса Шевченко, 2 и улица Николая Матеюка, 4 — А. С. Мишакову установлены мемориальные доски[4].